# 범어사 고승 진영
부산 범어사 고승 진영(釜山 梵魚寺 高僧 眞影)은 부산광역시 금정구 범어사에 있는 조선시대의 고승 진영이다. 2018년 1월 31일 부산광역시의 유형문화재 제186호로 지정되었다.

## 개요
고승 진영은 덕 높은 승려의 모습을 그린 초상화를 말하며, 조선후기(19세기)에 제작된 7점이 일괄 지정되었다.
범어사 해송당 초영대사 진영은 비단에 채색(絹本彩色)하였으며, 크기는 세로 123.8cm, 가로 93.0cm이다. 초영대사는 조선 후기 고승으로 행적이 확인되지 않지만 범어사 부도전에서 부도비를 확인할 수 있다. 등받이를 갖춘 의자의 짧은 다리와 인물상의 자세와 복식 표현 등에서 해운당 민오대사 진영과 거의 일치한다. 화제는 향좌측 상단에 있다. 표현기법이나 평좌상의 바닥가부좌상의 과도기적 양상을 보여주는 진영으로 학술적 가치가 있다.
범어사 해운당 민오대사 진영은 비단에 채색(絹本彩色)하였으며, 크기는 세로 123.5cm, 가로 93.4cm이다. 조선 후기 고승인 민오대사의 진영으로 화제는 향우측 상단에 있다. 초영대사 진영과 동일 초본을 사용한 것처럼 일치하는 도상이다. 원대사 및 사명대사 진영과도 표현기법적으로 동일 기법을 사용하고 있어 제작자가 같은 화승에 의해 조성된 것으로 추정된다. 청도 운문사 소장 1868년 사불산화파 하은응상에 의해 조성된 3중 창주 진영과도 동일 기법을 보이고 있어 이들 범어사 진영 또한 같은 시기에 조성되었을 것으로 생각된다. 표현기법이나 평좌상의 바닥가부좌상의 과도기적 양상을 보여주는 진영으로 학술적 가치가 높다.
범어사 청암당 연백대사 진영은 비단에 채색(絹本彩色)하였으며, 크기는 세로 123.5cm, 가로 93.0cm이다. 조선 후기 고승인 연백대사에 대한 행적은 남아있지 않지만 부도비만은 범어사 부도전에 전하고 있다. 화면의 향좌측 상단에는 '청암당연백대선사지진영(靑巖堂演白大禪師之眞影)'이라고 쓴 묵서 화제가 기술되어 있다. 화면 하부에 화문석이 시문된 바닥 위에 결가부좌하여 향좌측을 향하여 장염주와 주장자를 쥔 형상과 도식화된 바닥 및 벽면의 이단 구도 등에서 조선후기 19세기에 주로 나타나고 있는 고승진영의 형식을 따르고 있어 이 작품의 제작시기도 19세기경으로 추정된다.
범어사 우운당 진희대사 진영은 비단에 채색(絹本彩色)하였으며, 크기는 세로 124cm, 가로 92.0cm이다. 화면 향좌측에는 주지묵서의 '우운당진희대선사지진영(友雲堂眞熙大禪師之眞影)'이라고 쓴 화제가 기록되어 있는데, 진희대사는 17세기 중반경 통도사 주지를 역임하면서 많은 불사를 추진한 인물로 화엄강백으로 명성을 떨쳤다. 우운당 진희대사 진영은 통도사에 경남 유형문화재로 지정되어 소장되어 있다. 범어사 소장본은 앞서 원효대사와 사명대사 등과 동시에 함께 조성된 것으로 추정된다. 전체적인 구도나 필치, 장식적인 표현 등에서 일치하며 조선후기 19세기 중반 진영의 형식과 표현기법을 구사하고 있는 작품으로 시 유형문화재로서 지정 가치는 충분하다.
범어사 퇴은당대사 진영은 비단에 채색(絹本彩色)하였으며, 크기는 세로 128.4cm, 가로 91.0cm이다. 본지 바탕을 비단 3폭을 연결하여 하나의 화면으로 제작한 것이다. 인물상은 등받이가 표현된 좌안 7분면의 바닥가부좌상으로 화면 향우측에 묵지백서의 '부종수교퇴은당대선사지진(扶宗樹敎退隱堂大禪師之眞)'이라고 쓴 화제가 있고, 향좌측에는 찬 문을 묵서로 기술하였다. 퇴은당대사 진영은 화문석이 시문된 바닥 위에 가부좌한 자세와 향좌측을 향하여 장염주와 주장자를 쥔 모습, 그리고 도식화된 바닥과 벽면의 이단구도 등에서 조선후기 19세기 고승진영의 특징을 잘 담고 있는 작품이다. 따라서 시 유형문화재로서 미술사적 가치 및 자료로서는 충분하다.
범어사 울암당 경의대사 진영은 비단에 채색(絹本彩色)하였으며, 크기는 세로 126.5cm, 가로 91.0cm이다. 울암당 경의대사는 19세기 전반 범어사를 중심으로 활동하며 종정을 지낸 분이다. 화면의 향우측에 묵지백서로 화제를 적고 맞은편에는 청담문인(淸潭門人) 의전(倚琠)이 기술한 찬문이 기록되어 있다. 조선후기 진영 가운데 바닥에 가부좌한 평좌상 형식을 나타내는 진영으로 19세기 고승진영의 특징과 흐름을 잘 보여주는 작품이다.
범어사 월파당 진묵대사 진영은 비단에 채색(絹本彩色)하였으며, 크기는 세로 124.5cm, 가로 84.3cm이다. 화면 상부 향좌측 부분에 주색바탕에 묵서로 쓴 '月波堂震默大師眞影'의 화제가 적혀있듯이 진묵대사(1562~1633)의 진영이다. 화면을 상부 벽면과 하부 화문석 바닥의 상하 2 단 구도 및 선승으로서의 담백한 느낌을 살려낸 고승진영이다. 따라서 조선후기 19세기 진영의 표현 양식을 잘 반영하고 있는 작품으로 시 유형문화재로 지정하기에 손색이 없다.

## 참고 자료
- 부산 범어사 고승 진영 - 국가유산청 국가유산포털